# Watsonia pondoensis
Watsonia pondoensis är en irisväxtart som beskrevs av Peter Goldblatt. Watsonia pondoensis ingår i släktet Watsonia och familjen irisväxter. Inga underarter finns listade i Catalogue of Life.